# Тім Роббінс
Тімоті Френсіс «Тім» Роббінс (англ. Timothy Francis «Tim» Robbins; нар. 16 жовтня 1958, Вест-Ковіна, Каліфорнія, США) — американський актор та кінорежисер, який здобув популярність завдяки ролям у фільмах «Даргемський бик» (1988), «Драбина Іакова» (1990), «Гравець» (1992), «Підручний Гадсакера» (1994), «Втеча з Шоушенка» (1994) і «Таємнича ріка» (2003).

## Життєпис
Тім Роббінс народився у Вест-Ковіні (штат Каліфорнія, США) і виховувався у католицькій та надзвичайно побожній родині. Його батьками були Мері Сеселія (до шлюбу Бледсо), музикантка, і Гілберт Лі Роббінс, співак, актор і менеджер The Gaslight Cafe.У Роббінса є дві сестри, Адель і Габріель, і брат, композитор Девід Роббінс. Вирвавшись нарешті на свободу та почавши вчитися в університеті штату Нью-Йорк, Роббінс перші два роки занять перетворив на одну суцільну вечірку. Кінокар'єру починав з епізодичних ролей у телесеріалах. Помітні ролі у кінофільмах почав отримувати з другої половини 1980-х років. Можливо, кульмінацією його кінокар'єри була головна роль у пригодницькій драмі «Втеча з Шоушенка» (1994).
2004 року удостоєний премії «Оскар» за найкращу роль другого плану (фільм «Таємнича ріка», реж. Клінт Іствуд). Два роки потому знявся у Стівена Спілберга у «Війні світів». Відомий антиглобаліст.
13 жовтня 2008 Тім Роббінс став володарем зірки на Голлівудській Алеї Слави.
2010 року записав альбом [Архівовано 1 березня 2014 у Wayback Machine.] авторських пісень з власною групою The Rogues Gallery Band.

## Особисте життя
З 1988 року Роббінс співжив з акторкою Сьюзен Серендон; у них двоє дітей. 24 грудня 2009 після 21 року спільного життя пара розлучилася.

## Фільмографія

### Кінофільми
| Рік  |   | Українська назва                         | Оригінальна назва                     | Роль                          |
| ---- | - | ---------------------------------------- | ------------------------------------- | ----------------------------- |
| 1984 | ф | Іграшкові солдатики                      | Toy Soldiers                          | Бо                            |
| 1984 | ф | Велике почуття                           | No Small Affair                       | Нельсон                       |
| 1985 | ф | Певна справа                             | The Sure Thing                        | Ґері Купер                    |
| 1985 | ф | Студентські канікули                     | Fraternity Vacation                   | Ларрі «Мамочка» Такер         |
| 1986 | ф | Говард-качка                             | Howard the Duck                       | Філ                           |
| 1986 | ф | Найкращий стрілець                       | Top Gun                               | Лейтенант Сем «Мерлін» Уеллс  |
| 1987 | ф | П'ять кутів                              | Five Corners                          | Гаррі                         |
| 1988 | ф | Даргемський бик                          | Bull Durham                           | Еббі Кальвін «Nuke» ЛаЛуш     |
| 1988 | ф | Доморобники                              | Tapeheads                             | Джош Тейґер                   |
| 1989 | ф | Ерік-вікінг                              | Erik the Viking                       | Ерік                          |
| 1989 | ф | Міс Феєрверк                             | Miss Firecracker                      | Делмонт                       |
| 1989 | ф | Смерч                                    | Twister                               | Джефф                         |
| 1990 | ф | Драбина Іакова                           | Jacob's Ladder                        | Джейкоб Сінгер                |
| 1990 | ф | Чоловік-кадилак                          | Cadillac Man                          | Ларрі                         |
| 1991 | ф | Тропічна лихоманка                       | Jungle Fever                          | Джеррі                        |
| 1992 | ф | Гравець                                  | Player                                | Гріффін Мілл                  |
| 1992 | ф | Боб Робертс                              | Bob Roberts                           | Роберт «Боб» Робертс молодший |
| 1993 | ф | Короткі історії                          | Short Cuts                            | Джин Шепард                   |
| 1994 | ф | Висока мода                              | Prêt-à-Porter                         | Джо Флінн                     |
| 1994 | ф | Коефіцієнт інтелекту                     | I.Q.                                  | Ед Волтерс                    |
| 1994 | ф | Підручний Гадсакера                      | Hudsucker Proxy                       | Норвілл Барнс                 |
| 1994 | ф | Втеча з Шоушенка                         | Shawshank Redemption                  | Енді Дюфрейн                  |
| 1995 | ф | Мрець іде                                | Dead Man Walking                      | режисер                       |
| 1997 | ф | Нічого втрачати                          | Nothing to Lose                       | Нік Бім                       |
| 1999 | ф | Дорога на Арлінгтон                      | Arlington Road                        | Олівер Ленг                   |
| 1999 | ф | Остін Паверс: Шпигун, який мене спокусив | Austin Powers: The Spy Who Shagged Me | Президент                     |
| 1999 | ф | Колиска буде гойдатися                   | Cradle Will Rock режисер              |                               |
| 2000 | ф | Місія на Марс                            | Mission to Mars                       | Вудро «Вуді» Блейк            |
| 2000 | ф | Фанатик                                  | High Fidelity                         | Ян «Рей» Реймонд              |
| 2001 | ф | Небезпечна правда                        | Antitrust                             | Гері Вінстон                  |
| 2001 | ф | Природа людини                           | Human Nature                          | містер Бронфман               |
| 2002 | ф | Правда про Чарлі                         | The Truth About Charlie               | Льюїс Бартоломью              |
| 2003 | ф | Код 46                                   | Code 46                               | Вільям Гелд                   |
| 2003 | ф | Таємнича ріка                            | Mystic River                          | Дейв Бойл                     |
| 2005 | ф | Таємне життя слів                        | Secret Life of Words                  | Джозеф                        |
| 2005 | ф | Затура: Космічна пригода                 | Zathura: A Space Adventure            | Батько                        |
| 2005 | ф | Війна світів                             | War of the Worlds                     | О'Гілві                       |
| 2006 | ф | Гра з вогнем                             | Catch a Fire                          | Нік Вос                       |
| 2007 | ф | Шум                                      | Noise                                 | Девід Овен                    |
| 2008 | ф | Крутий поворот                           | The Lucky Ones                        | Фред Чивер                    |
| 2008 | ф | Місто Ембер                              | City Of Ember                         | Лоріс Харроу                  |
| 2013 | ф | Правдиве кіно                            | Cinema Verite                         | Білл Лоуд                     |
| 2011 | ф | Зелений Ліхтар                           | Green Lantern                         | Сенатор Роберт Гаммонд        |
| 2012 | ф | Згадуючи 1942                            | Yi jiu si er                          | єпископ Меган                 |
| 2012 | ф | Дякую за обмін                           | Thanks for Sharing                    | Майк                          |
| 2013 | ф | Підміна                                  | Life of Crime                         | Френк Довсон                  |
| 2014 | ф | Ласкаво просимо до мене                  | Welcome to Me                         | доктор Моффат                 |
| 2015 | ф | Ідеальний день                           | A Perfect Day                         | Б                             |
| 2017 | ф | Марджорі Прайм                           | Marjorie Prime                        | Джон                          |
| 2019 | ф |                                          | VHYes                                 | Сер Роджер Хендлі III         |
| 2019 | ф | Темні води                               | Dark Waters                           | Том Терп                      |

### Телебачення
| Рік  |    | Українська назва          | Оригінальна назва                | Роль                                            |
| ---- | -- | ------------------------- | -------------------------------- | ----------------------------------------------- |
| 1982 | с  | Сент-Елсвер               | St. Elsewhere                    | Ендрю Рейнхардт (3 епізоди)                     |
| 1983 | с  |                           | At Ease                          | медик (епізод "A Tankful of Dollars")           |
| 1984 | с  | Санта-Барбара             | Santa Barbara                    | чоловік (епізод "#1.8")                         |
| 1985 | с  | Агентство «Місячне сяйво» | Moonlighting                     | Фреммер (епізод "Gunfight at the So-So Corral") |
| 1985 | тф | Підступи в Країні чудес   | Malice In Wonderland             | Джозеф Коттен                                   |
| 1986 | с  |                           | Amazing Stories                  | привид (епізод "Mirror, Mirror")                |
| 1999 | мс | Сімпсони                  | The Simpsons                     | Джим Хоуп (епізод "Grift of the Magi")          |
| 2005 | с  | Джек і Боббі              | Jack & Bobby                     | Роберт Маккалістер (епізод "Legacy")            |
| 2006 | тф | Вибір долі                | Tenacious D: The Pick of Destiny | незнайомець                                     |
| 2011 | тф |                           | Cinema Verite                    | Білл Лауд                                       |
| 2012 | с  | Портландія                | Portlandia                       | Ваша Високоповажносте (2 епізоди)               |
| 2014 | с  |                           | The Spoils of Babylon            | Джонас Морхаус (4 епізоди)                      |
| 2015 | с  | На межі                   | The Brink                        | Волтер Ларсон (10 епізодів)                     |
| 2018 | с  | Тут і зараз               | Here and Now                     | Грег Ботрайт (10 епізодів)                      |
| 2019 | с  | Касл-Рок                  | Castle Rock                      | Реджинальд “Поп” Меррілл (10 епізодів)          |
| 2023 | с  | Бункер                    | Silo                             | Бернард Голланд (10 епізодів)                   |

## Нагороди та номінації

### Нагороди
- 1993 — Премія «Золотий глобус» — найкраща чоловіча роль у комедії або мюзиклі, за фільм «Гравець»
- 1993 — Венеціанський кінофестиваль — Кубок Вольпі за найкращий акторський ансамбль, за фільм «Короткий монтаж»
- 1993 — Каннський кінофестиваль — Приз за найкращу чоловічу роль, за фільм «Гравець»
- 1996 — Берлінський кінофестиваль — Приз екуменічного (християнського) журі (конкурсна програма), за фільм «Мрець іде»
- 1996 — Берлінський кінофестиваль — Приз гільдії німецького артхауса, за фільм «Мрець іде»
- 1996 — Берлінський кінофестиваль — Приз газети Berliner Morgenpost, за фільм «Мрець іде»
- 1997 — «Санденс» — приз за незалежний погляд
- 2004 — Премія «Оскар» — найкраща чоловіча роль другого плану, за фільм «Таємнича ріка»
- 2004 — Премія «Золотий глобус» — найкраща чоловіча роль другого плану, за фільм «Таємнича ріка»
- 2004 — Премія Гільдії кіноакторів США — найкраща чоловіча роль другого плану, за фільм «Таємнича ріка»

### Номінації
- 1987 — Премія «Золота малина» — найгірша чоловіча роль другого плану, за фільм «Говард-качка».
- 1989 — Премія «National Society of Film Critics Awards» — найкраща чоловіча роль другого плану, за фільм «Дархемський бик», третє місце
- 1993 — Премія BAFTA — найкраща чоловіча роль, за фільм «Гравець»
- 1993 — Премія «Золотий глобус» — найкраща чоловіча роль у комедії або мюзиклі, за фільм «Боб Робертс»
- 1995 — Премія Гільдії кіноакторів США — найкраща чоловіча роль, за фільм «Втеча з Шоушенка»
- 1995 — Chlotrudis Awards — найкраща чоловіча роль, за фільм «Втеча з Шоушенка»
- 1996 — Премія «Оскар» — найкращий режисер, за фільм «Мрець іде»
- 1996 — Премія «Золотий глобус» — найкращий сценарій, за фільм «Мрець іде»
- 1996 — Берлінський кінофестиваль — «Золотий Ведмідь», за фільм «Мрець іде»
- 1999 — Каннський кінофестиваль — «Золота пальмова гілка», за фільм «Колиска буде гойдатися»
- 2004 — Премія «National Society of Film Critics Awards» — найкраща чоловіча роль другого плану, за фільм «Таємнича річка», друге місце
- 2004 — Премія BAFTA — найкраща чоловіча роль другого плану, за фільм"Таємнича ріка"
- 2012 — Премія"Золотий глобус" — найкраща чоловіча роль другого плану в міні-серіалі, телесеріалі або телефільмі, за фільм «Правдиве кіно»